# Медников, Николай Александрович
Николай Александрович Ме́дников (2 [14] марта 1855, Санкт-Петербург — 26 октября 1918, Старый Крым) — российский арабист-палестиновед. Член Императорского Православного Палестинского Общества.

## Востоковедная деятельность
В 1887 году окончил факультет восточных языков Петербургского университета. С 1890 года — приват-доцент, с 1902 года — доктор арабской словесности, с 1903 года — профессор Санкт-Петербургского университета.
Знаток арабской истории, Медников известен главным образом капитальной монографией «Палестина от завоевания её арабами до крестовых походов по арабским источникам» в 4-х томах. Данная монография содержит детальное исследование сообщений арабоязычных средневековых историков и географов о Сирии, Ливане, Палестине и отчасти Египте в VII—XI вв. (том 1). Во 2-м и 3-м томах приведены тексты сообщений в русском переводе, в 4-м томе — дополнения, специальные экскурсы, указатели. Труд Медникова остаётся наиболее полным и надёжным сводом материалов по истории и географии арабских стран Ближнего Востока в раннее средневековье.
Является также автором ряда статей и пособий по арабскому языку, в частности для учебных заведений в Палестине, где велось обучение арабских детей русскому языку, как например в Женской учительской семинарии в Бейт-Джале. Учеником профессора был ученый-арабист Даниил Владимирович Семёнов.

## Труды
- Палестина от завоевания ее арабами до крестовых походов по арабским источникам. — В 4-х томах. — СПб., 1897‒1903.